# Linda Lee Cadwell
Linda Lee Cadwell (lánykori neve Linda Emery) (Everett, Washington,                 1945. március 21. –) Bruce Lee özvegye.

## Élete
A Washington állambeli Everett városában született Vivian és Everett Emery gyermekeként. Családja svéd-angol gyökerekkel rendelkezik.
A középiskolában ismerte meg Bruce Lee-t, majd egy kínai származású barátnője tanácsára elkezdett kungfuleckéket venni tőle. Egy egyetemre is jártak. 1964 augusztusában házasodtak össze. Két gyermekük született, Brandon és Shannon. Bruce Lee 1973-ban, váratlanul halt meg Hongkongban. Linda később újra férjhez ment, rövid ideig Tom Bleecker felesége volt, majd Bruce Cadwell-lel házasodott össze.
Fia, Brandon 1993-ban hunyt el A holló című film forgatása közben. Lánya, Shannon a Bruce Lee Foundation igazgatója és a Bruce Lee Enterprises vállalat elnöke.

## Könyvek
- Bruce Lee: The Man Only I Knew, 1975, ISBN 0-446-89407-9. Az 1993-ban bemutatott A Sárkány – Bruce Lee élete című film ezen a munkán alapszik. A filmben Linda Lee-t Lauren Holly alakította.[9]
- The Bruce Lee Story, 1989, ISBN 0897501217